# Psychotria expansa
Psychotria expansa är en måreväxtart som beskrevs av Carl Ludwig von Blume. Psychotria expansa ingår i släktet Psychotria och familjen måreväxter. Inga underarter finns listade i Catalogue of Life.